# Keele Peak
Keele Peak är en bergstopp i Kanada.   Den ligger i territoriet Yukon, i den centrala delen av landet, 3 900 km väster om huvudstaden Ottawa. Toppen på Keele Peak är 2 972 meter över havet.
Terrängen runt Keele Peak är varierad. Keele Peak är den högsta punkten i trakten. Trakten runt Keele Peak är nära nog obefolkad, med mindre än två invånare per kvadratkilometer.. Det finns inga samhällen i närheten.
Trakten runt Keele Peak består i huvudsak av gräsmarker.